# Ad Turres (revista)
Ad Turres es una revista anual publicada por el Archivo Municipal de Torrevieja (Alicante).
Su trayectoria comenzó en 2001. El objetivo fundamental de la publicación es visualizar trabajos de investigación sobre el municipio de Torrevieja. Se trata de trabajos monográficos que tienen como base los datos consultados en el Archivo de Torrevieja.
La revista, cuando no es un número monográfico, es una miscelánea sobre distintos aspectos históricos de Torrevieja. La crisis económica que comenzó en 2008 sea quizá la causa de que no se hayan editado más números, a pesar de un tímido intento en el 2016.
Los artículos contenidos en los números publicados son los siguientes:
| N.º | Año  | Tema                                                                                | Artículos |
| --- | ---- | ----------------------------------------------------------------------------------- | --- |
| 1   | 2001 | Miscelánea                                                                          | - El sitio de la Torre Vieja. Planos y descripción en documentos públicos - El Ayuntamiento de Torrevieja. Inicios y primeros años de historia - Evolución histórica del callejero de Torrevieja: Los primeros años. Primera parte: desde el terremoto de 1829 hasta el PMH de 1841 - Los albores del siglo XX: primeros registros fotográficos de la Corporación - La concesión del título de ciudad a Torrevieja. Aspectos socioeconómicos de la época - Evolución histórica del escudo de Torrevieja |
| 2   | 2002 | Miscelánea                                                                          | - Las fortificaciones encargadas por el Duque de Maqueda en la costa de Orihuela en 1553: De «la Torre de Cap de Cerver» a «la Torrevieja» - Acontecimientos nacionales durante el reinado de Isabel II a través de la documentación municipal. Preámbulo: últimos años de Fernando VII - Evolución histórica del callejero de Torrevieja: II parte. Los años cuarenta: Los Padrones Municipales de Habitantes de 1842 a 1849 - Galiana: una iglesia para Torrevieja o el empeño de un alcalde - Evolución histórica de la farmacia en Torrevieja - Cita histórica del varamiento de un fócido atlántico en la Playa de Torrevieja |
| 3   | 2003 | Monografía. La Unión Musical Torrevejense: Origen y evolución histórica (1842-2002) | - Introducción - I. Orígenes de la actividad musical en Torrevieja - II. El momento decisivo: La constitución de la sociedad «Unión Musical Torrevejense» - Colaboraciones especiales - Anexos - Entrevistas y colaboraciones |
| 4   | 2006 | Miscelánea                                                                          | - Sobre el origen de las poblaciones de Torrevieja y La Mata (Alicante), y sobre el estado de sus salinas en los años centrales del siglo XVIII (1720-1777) - Historia de los alcaldes de Torrevieja (I): Don José Galiana Tarancón - Los años de la regencia de Espartero en la documentación municipal: 1840-1843 - Torrevieja y el pronunciamiento progresista de Pantaleón Boné en Alicante (1844) - Una arquitectura para el ocio: Los balnearios de mar en Torrevieja hasta el primer tercio del siglo XX |
| 5   | 2007 | Monografía. «Mi querida Torrevieja». Centenario D. Juan Aparicio López              | - Resumen «Juan Aparicio: Apunte biográfico» - «Juan Aparicio: Una vida apasionante» - Addendae - Cronología de la vida y obra de Juan Aparicio - Galería Fotográfica - Agradecimientos |

Cada artículo va acompañado de un resumen en español, inglés, francés y alemán.